# Levi Cadogan
Levi Cadogan, född 8 november 1995, är en friidrottare från Barbados. Han deltog vid olympiska sommarspelen 2016.